# Entedonomphale kaulbarsi
Entedonomphale kaulbarsi är en stekelart som först beskrevs av Yoshimoto 1981.  Entedonomphale kaulbarsi ingår i släktet Entedonomphale och familjen finglanssteklar. Inga underarter finns listade i Catalogue of Life.